# 廻原1号墳
廻原1号墳（めぐりはらいちごうふん）は、島根県松江市朝酌町にある古墳。形状は方墳。廻原古墳群を構成する古墳の1つ。史跡指定はされていない。

## 概要
島根県東部、中海と宍道湖を結ぶ大橋川の北岸、和久羅山から南へ舌状に延びる低丘陵内の浅い谷奥部に山寄せで築造された古墳である。一帯では後期古墳10基以上が分布するとみられ、廻原古墳群を形成する。2010-2015年（平成22-27年）に島根大学による墳丘測量・石室実測調査が実施されている。
墳形は主軸を正方位とする方形で、南北約10メートル・東西10-11メートルを測る。墳丘外表で段築・外護列石・葺石は認められていない。埋葬施設は横穴式石室で、南方向に開口する。石棺の前面に羨道・前庭部が接続する特徴的な構造で、従来は畿内的な横口式石槨として捉えられてきたが、近年の調査では逆に在地的な出雲型石棺式石室の終焉形態として解される。石室内の副葬品は明らかでないが、発掘調査では周辺から須恵器片・土師器片が出土している。
築造時期は、古墳時代終末期の7世紀後半（出雲6d期・古代出雲II期）頃と推定される。出雲型石棺式石室の終焉形態を示す古墳として、出雲地方における古墳築造の終焉を考察するうえで重要視される古墳になる。

## 遺跡歴
- 1920年（大正9年）、梅原末治・石倉暉榮が学会に紹介[1]。
- 1972年（昭和47年）頃、古墳群分布・墳丘測量・石室実測調査（島根大学考古学研究会、1976年に報告）[2]。
- 1980年（昭和55年）、墳丘測量・石室実測調査（出雲考古学研究会、1983・1987年に報告）[2]。
- 1989年（平成元年）、墳丘測量・石室実測調査（内田律雄ら）[2]。
- 2010-2015年（平成22-27年）、墳丘測量・石室実測調査（島根大学法文学部考古学研究室・廻原1号墳発掘調査団、2012・2013年に概要報告、2016年に報告）[3][4][2]。
  - 2010年3・9月、測量調査：第1次調査。
  - 2011年2-7月、発掘調査：第2次調査。
  - 2012年9月、発掘調査：第3次調査。
  - 2013年9-10月、発掘調査：第4次調査。
  - 2014年9月・2015年3-4月、発掘調査：第5次調査。

## 埋葬施設

石室俯瞰図

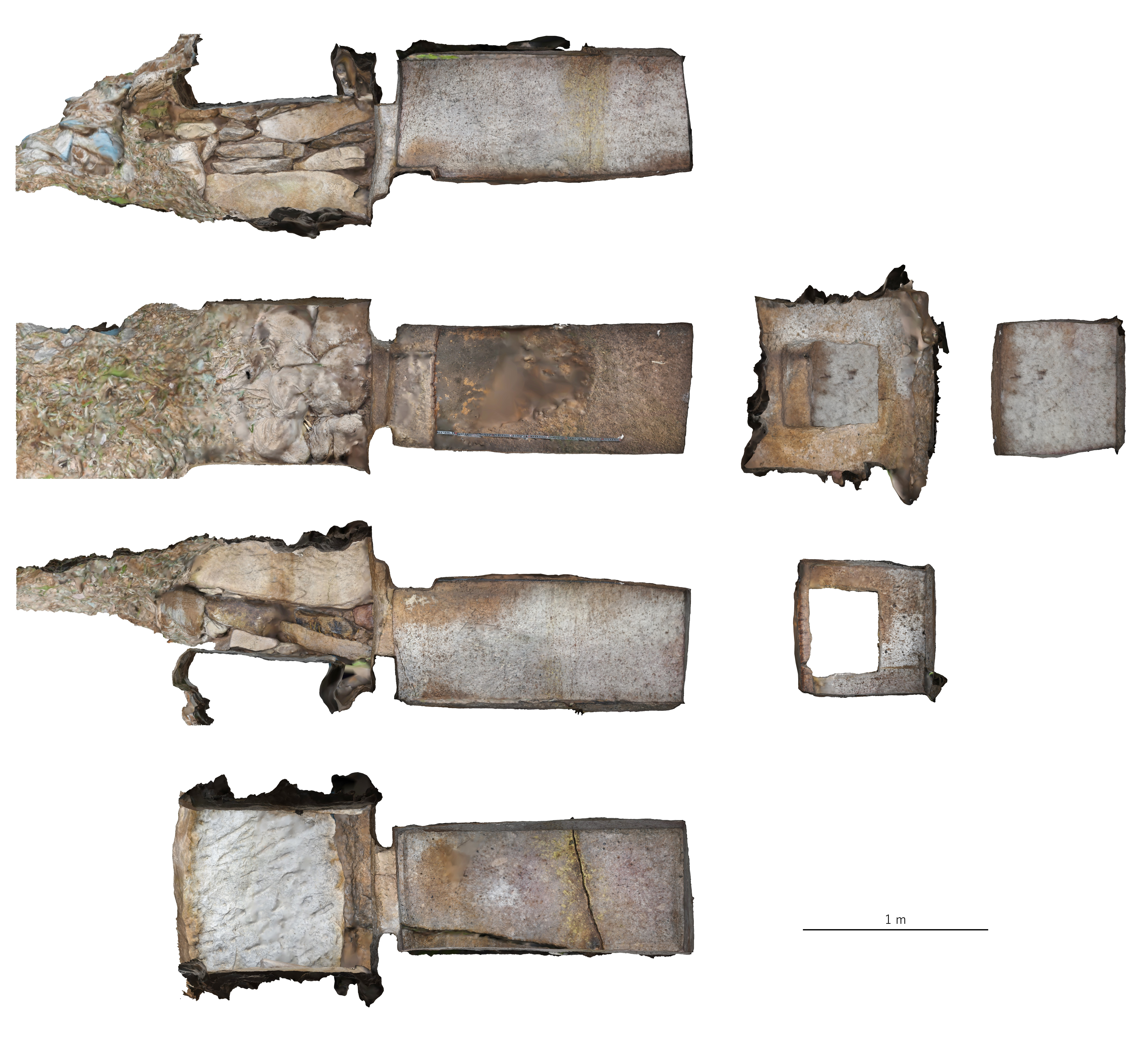
石室展開図

埋葬施設としては横穴式石室が構築されており、南方向に開口する。横口の刳抜式石棺（玄室）に羨道・前庭部が接続する構造である。石室の規模は次の通り。
- 石室全長：約7メートル

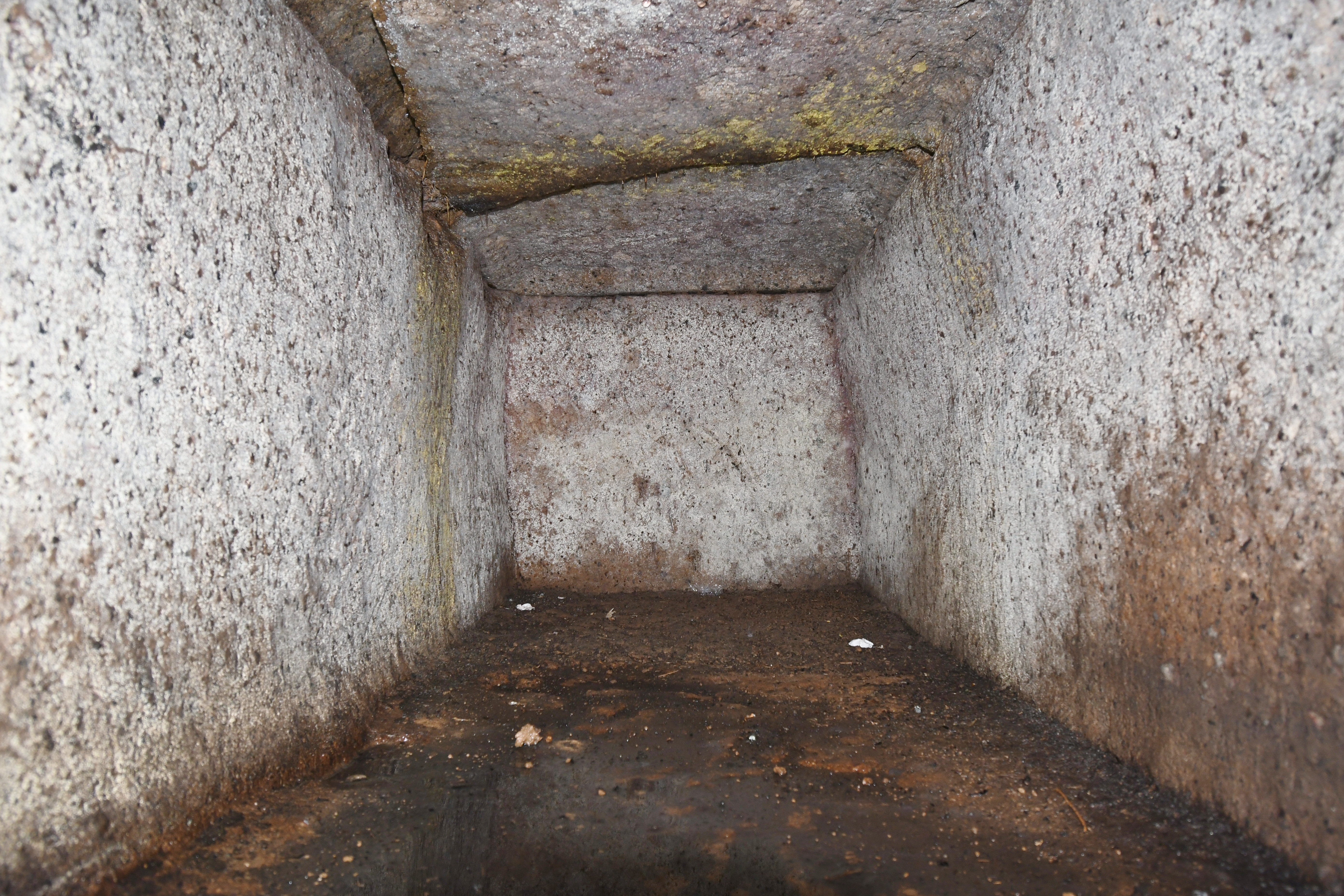
石棺部（玄室）
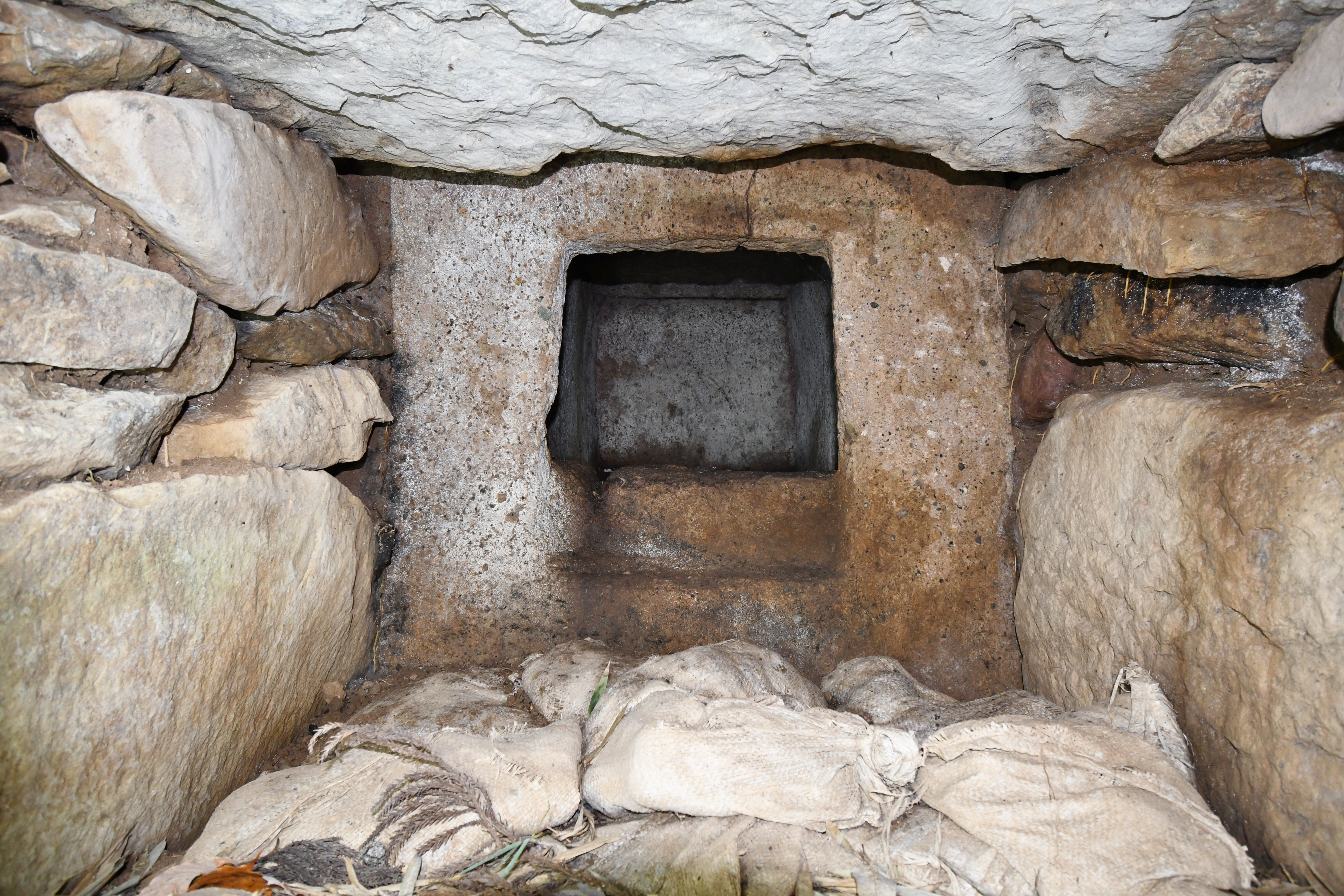
羨道（石棺部方向）
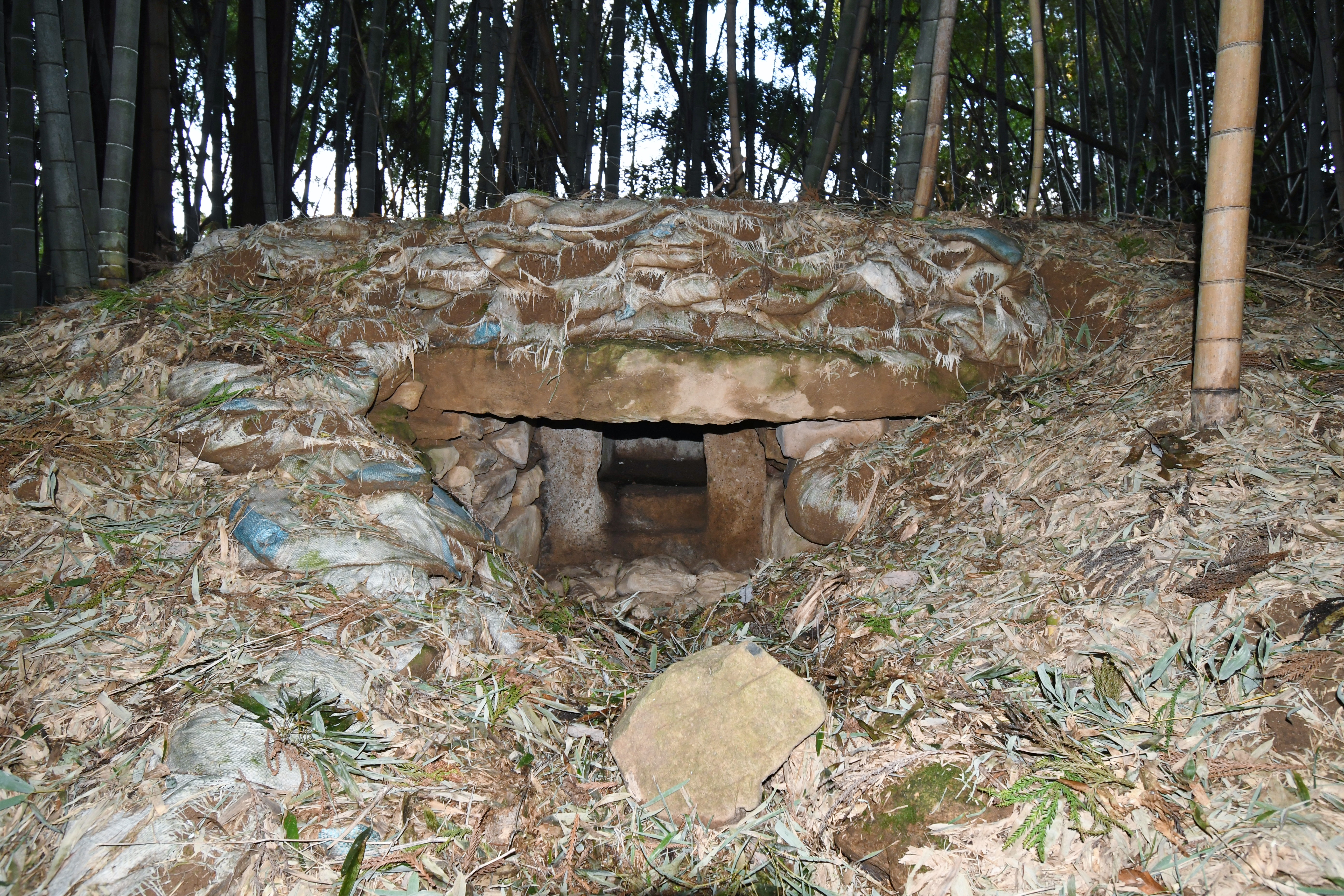
開口部
  - 内法：長さ1.64メートル、最大幅0.71メートル、最大高さ0.70メートル
  - 全体外法：長さ約2.2メートル、幅約1.5メートル、高さ約1.35メートル
  - 棺身部外法：長さ1.95メートル、幅約1メートル、高さ約1メートル
- 羨道：長さ約1.1メートル、幅約1メートル、高さ0.90メートル
- 前庭部：推定長さ3メートル

石室の石材は、石棺部（玄室）では流紋岩質軽石火山礫凝灰岩（荒島石）、羨道・前庭部では安山岩（和久羅山デイサイト）。石棺部は天井内面を屋根形に整形し、棺身前面（短辺側/妻側）を箱形に刳り抜いて横口を設ける。横口部（玄門部）は幅約0.45メートル・高さ約0.35メートルを測る。横口の周囲を閉塞石受けのために浅く刳り込むという、刳り抜き玄門と同様の形態である。
羨道部は、大型の板石1石を立てて腰石とした上に、小ぶりの石材を平積みする。羨道の天井石は大型板石1枚。羨道前面に接続する前庭部は、羨道部と一体的であり、外側へハ字形に開く。前庭部に天井石はない。
石室の形態については、従来は畿内の横口式石槨との関係が指摘される。一方で近年の調査では、出雲型石棺式石室の特徴が強く保持されることから、むしろ在地の出雲型石棺式石室の終焉形態として解される。
- 石棺部（玄室、奥壁方向）
- 羨道（石棺部方向）
- 開口部

## 関連文献
（記事執筆に使用していない関連文献）
- 梅原末治・石倉暉榮「出雲に於ける特殊古墳（中ノ下）」『考古學雜誌』第11巻第3号、考古學會、1920年11月、129-142頁。
- 「廻り原古墳群について」『菅田考古』第14号、島根大学考古学研究会、1976年。
- 『石棺式石室の研究 -出雲地方を中心とする切石造り横穴式石室の検討-』出雲考古学研究会〈古代の出雲を考える6〉、1987年。